# 小河 (扒河)
小河，位于中国云南省易门县南部，是扒河右岸支流，发源于易门县铜厂彝族乡普子哨，东南流经者家村、浦贝、小河边，至柞树村东扒河。全长22.9公里，流域面积105平方公里。